# Bazoches-sur-Vesles
Bazoches-sur-Vesles is een plaats en voormalige gemeente in het Franse departement Aisne in de regio Hauts-de-France en telt 383 inwoners (1999). De plaats maakt deel uit van het arrondissement Soissons.

## Geschiedenis
De gemeente fuseerde op 1 januari 2022 met Saint-Thibaut (Aisne) tot de commune nouvelle Bazoches-et-Saint-Thibaut, waarvan Bazoches-sur-Vesles de hoofdplaats werd.

## Geografie
De oppervlakte van Bazoches-sur-Vesles bedraagt 9,5 km², de bevolkingsdichtheid is 40,3 inwoners per km².

## Demografie
Onderstaande figuur toont het verloop van het inwonertal (bron: INSEE-tellingen).
Vanwege een beveiligingsprobleem met de MediaWiki Graph-software is het momenteel niet mogelijk deze grafiek weer te geven. Zodra de software is bijgewerkt zal de grafiek vanzelf weer zichtbaar worden.